# Епархия Ифакары
Епархия Ифакары (лат. Dioecesis Ifakarensis) — епархия Римско-Католической церкви с центром в городе Ифакарa, Танзания. Епархия Ифакары входит в митрополию Дар-эс-Салама. Кафедральным храмом епархии является собор Святого Патрика в Ифакаре.

## История
14 января 2012 года Римский папа Бенедикт XVI издал буллу «Nuper est petitum», которой учредил епархию Ифакары, выделив её из епархии Махенге.

## Ординарии епархии
- епископ Salutaris Melchior Libena (14.01.2012 — по настоящее время).